# Open Cascade
Open Cascade SAS — французская сервисная компания, занимающаяся разработкой специализированного программного обеспечения для решения различных инженерных задач. Административные офисы компании Open Cascade расположены во Франции, в городах Гвианкур (фр. Guyancourt) и Лион. Производственный офис компании находится в Нижнем Новгороде.
Штат компании составляет около 150 человек, работающих во Франции и России.

## Деятельность
Open Cascade прежде всего известна как разработчик программного обеспечения с открытым исходным кодом, развиваемого и поддерживаемого компанией уже многие годы, а именно:
- Open CASCADE Technology (OCCT) — платформа для трёхмерного моделирования (CAD/CAM/CAE), визуализации и обмена данными
- SALOME — открытая интегрируемая платформа для численного моделирования, представляющая собой набор пре- и постпроцессинга (разрабатывается в сотрудничестве с компаниями-партнёрами: CEA, EDF и другими).

## История
Компания Open Cascade была создана в 2000 году на базе компании Matra Datavision.
Open Cascade входит в состав группы компаний Capgemini.